# Четиридесети стрелкови полк
Четиридесети стрелкови полк е бивш полк на българската армия.
Създаден е през април 1953 г. с щаб в град Ямбол. През май 1955 г. полка е дислоциран в Разград. От 1961 г. е преименуван на четиридесети мотострелкови полк. Три години по-късно е преименуван на четиридесети отделен мотострелкови батальон. От 1988 г. носи името четиридесети мотострелкови отдел. Съгласно План 2004 полка е разформирован през юни 2001 г. 